# Supersamochód
Supersamochód – typ samochodu sportowego, którego opływowo-aerodynamiczna konstrukcja oraz silnik o mocy ponad 500 KM pozwalają na uzyskanie prędkości przekraczających 300 km/h. Wykorzystanie tego pojęcia jest także uwarunkowane erą produkcji auta, gdyż we wcześniejszych latach założenia techniczne i rekordy prędkości były znacząco niższe.

## Przyspieszenie
Supersamochód, z definicji, posiada duże przyspieszenie w porównaniu do zwykłych samochodów, jak i samochodów sportowych:
- od 0 do 60 mph (96,6 km/h): poniżej 4 sekund (Bugatti 16.4 Veyron przyspiesza do 60 mph w 2,5 sekundy, a McLaren F1 od 0-60 w 3,2 sekundy).
- od 0 do 100 mph (160,9 km/h): poniżej 10 sekund – jest rozpoznawane jako minimum. Ferrari Enzo, przedstawiony w 2002, posiadał czas przyspieszenia od 0 do 100 mph wynoszący w przybliżeniu 6,5 sekundy, a McLaren F1 około 6,3 sekundy.
- od 0 do 200 mph (322 km/h): poniżej 30 sekund. McLaren F1 w 28 sekund, Saleen S7 23 sekundy, a Bugatti 16.4 Veyron 22 sekundy.

## Maksymalna prędkość[1]
1. Bugatti Chiron – w 2019 osiągnął 490,1 km/h, stając się najszybszym seryjnie produkowanym samochodem na świecie.
2. Hennessey Venom GT – osiąga maksymalną prędkość 427 km/h; udało się nim osiągnąć prędkość 435,31 km/h, jednak nie został on wpisany do księgi rekordów Guinnessa ze względu na niespełnienie zasad.
3. Bugatti Veyron Super Sport – niegdyś najszybszy produkowany seryjnie samochód na świecie. Odmiana seryjna posiada ogranicznik prędkości do 415 km/h. Podczas bicia rekordu Guinnessa osiągnął maksymalną prędkość 431,073 km/h.
4. Koenigsegg One:1[2] – był najszybszym samochodem na świecie. Jego rekord został pobity w 2019 r. przez Bugatti Chiron.
5. Koenigsegg Agera R – jego prędkością maksymalną jest 416 km/h.
6. SSC Ultimate Aero – prędkość maksymalna to 412 km/h.
7. Bugatti Veyron – osiąga 407 km/h, niegdyś najszybszy samochód świata.
8. Koenigsegg CCXR – samochód, który przekroczył barierę 400 km/h wyrównując wynik Koenigsegga CCX Edition.
9. Saleen S7 Twin-Turbo Competition – oficjalny limit prędkości to 399 km/h, ale według zapewnień producenta jest w stanie osiągnąć 418 km/h.
10. Koenigsegg CCR – jego maksymalna prędkość wynosi 395 km/h.

### Ewolucja i kolejne rekordy
- 31 marca 1998 prototyp McLarena F1 XP5 osiągnął rekordową prędkość 386,2 km/h (240,1 mph) przy 7800 obr./min. Produkowany seryjnie model jest ograniczony do 7400 obr./min, dając maksymalną prędkość 231 mph. Samochodem na prostej o długości 9 km na torze testowym Ehra Volkswagena w Niemczech kierował Andy Wallace.
- 28 lutego 2005 Koenigsegg CCR z 806 KM (601 kW) osiągnął maksymalną prędkość 387,87 km/h (241,01 mph) przy normalnych ustawieniach. Samochodem na okrągłym torze Nardo Prototipo o długości 12,5 km kierował Włoch Loris Bicocchi.
- Podczas testów zaprezentowanych w programie Top Gear (sezon 9, odcinek 2) jeden z prezenterów, James May, osiągnął fabryczną prędkość maksymalną Bugatti 16.4 Veyron 407,9 km/h na torze testowym Volkswagena.
- Samochód SSC Aero 13 września 2007 w West Richland osiągnął średnią prędkość 412 km/h. W rezultacie SSC Ultimate Aero otrzymał 9 października 2007 tytuł najszybszego samochodu świata[3] umieszczony w Księdze rekordów Guinnessa.
- W 2010 odbyła się próba pobicia prędkości przez specjalną wersję Bugatti Veyrona o nazwie Super Sport. Samochód osiągnął prędkość 431 km/h, stając się ponownie najszybszym produkowanym seryjnie samochodem na świecie. Wynik został wpisany do Księgi Rekordów Guinnessa.
- W 2010 roku stworzono projekt Daggera GT, który w założeniu projektowym będzie miał osiągać 483 km/h.
- W 2013 roku firma Hennessey przetestowała prędkość maksymalną nowego Venoma GT. Wyniosła ona 427,6 km/h.

## Hipersamochód
Przełom XX i XXI wieku niosący zwiększony popyt na produkty luksusowe i ściśle limitowane, a także trwający bieg w kierunku bicia kolejnych rekordów prędkości wśród producentów samochodów, stał się impulsem dla rozwoju podkategorii hipersamochodów. Terminem tym określane są supersamochody, podczas których opracowywania skoncentrowano się na jak najbardziej wyczynowych i ekstremalnych parametrach technicznych, stanowiących ówczesny szczyt możliwości konstruktorskich danego producenta.
To, co wyróżnia hipersamochody to moc, która coraz częściej przekracza pułap 1000 KM, prędkość maksymalna przekraczająca granicę 400 km/h i minimalna cena co najmniej 1 milion dolarów amerykańskich. Hipersamochody budowane są w ściśle limitowanych pulach liczonych w kilkudziesięciu lub kilkuset egzemplarzach. Za samochody będące prekursorami dla podgatunku hipersamochodów określa się zarówno McLarena F1, jak i przedstawione ponad dekadę później Bugatti 16.4 Veyron.
W związku z elektryfikacją motoryzacji i zwiększonymi nakładami na rozwój pojazdów napędzanych prądem, z końcem drugiej dekady XXI wieku wykształcił się nowy typ hipersamochodów – w pełni elektryczne, charakteryzujące się mocami układów bliższymi wartości 2000 KM i pozwalające na osiągnięcie 100 km/h w czasie ok. 2 sekund. Prekursorem został chorwacki Rimac Automobili, z czasem zyskując konkurencję ze strony m.in. Tesli, Automobili Pininfarina, NIO, Asparka czy Lotusa.